# مسابقات جهانی تنیس روی میز ۱۹۸۱
مسابقات جهانی تنیس روی میز ۱۹۸۱ (انگلیسی: 1981 World Table Tennis Championships) سی و ششمین دوره مسابقات جهانی تنیس روی میز است که در شهر نووی ساد، یوگسلاوی برگزار شده‌است.
این مسابقات از ۱۴ تا ۲۶ آوریل ۱۹۸۱ در دو بخش تیمی و انفرادی انجام شده‌است.